# 李鍾範
李 鍾範（イ・ジョンボム、朝: 이종범、1970年8月15日 - ）は、大韓民国の全羅南道光州広域市出身の元プロ野球選手（外野手、内野手）、野球指導者・解説者。右投げ右打ち。日本プロ野球での登録名の読みは、「リー・ジョンボム」（漢字は同じ）。2020年に中日ドラゴンズに研修コーチとして所属した。
本貫は咸平李氏。

## 経歴

### ヘテ時代
建国大学校野球部在籍中の1992年にアマチュア野球の最優秀選手賞を受賞。
1993年、ヘテ・タイガースに入団。1年目からレギュラー選手として出場。
1994年には首位打者、加えて同年と1996年、1997年は盗塁王を獲得するなど、主力の一人として活躍。シーズンMVP（最優秀選手）に選出された。
1997年にはKBO初のトリプルスリー（打率.324、30本塁打、64盗塁）を達成している。

### 中日時代
1997年12月22日、NPBの中日ドラゴンズに移籍することが発表された。移籍金4億5000万円、契約金5000万円、年俸8000万円（推定）。
バットコントロールの良さや盗塁王3回の実績を評して、打席は違えど『韓国のイチロー』と呼ばれた。移籍1年目となる1998年の開幕戦にはスタメンで出場を果たした。俊足好打の1番打者であったが遊撃手の守備には問題が多くこの年67試合で12失策を数えた。しかし、守備範囲は広く打球を諦めない姿勢は星野好みであった。また、盗塁も開幕当初こそ自慢の足を発揮していたが、研究され出してからは日本の投手の技術の高さ（クイック投法など）を前に、ヘテ時代のようにはできなかった。6月23日に、阪神タイガースの川尻哲郎から右肘に死球を受け、骨折し長期離脱。シーズン中に復帰したものの、死球への恐れからか以前のような思い切りの良さが消えてしまった。リハビリ中から守備の不安を解消するため、俊足を生かして外野手に転向。
1999年のリーグ優勝にも主力選手として出場したが、外国人枠を使うことを考えると成績は芳しくなかった。同年の福岡ダイエーホークスとの日本シリーズでは最後の打者になった（第5戦、ロドニー・ペドラザから三振）。
2000年は開幕二軍スタートだったが、新外国人ディンゴの不調を受けて一軍に昇格。
2001年は外国人枠の問題から一軍で8試合の出場に終わり、自ら退団を申し入れ、5月31日付でウェイバー公示された。韓国では相変わらず人気が高く、復帰を待望する声が多かった一方、本人は親しい関係者に「韓国には、ちょっと帰りづらい」と話しており、NPBの他球団からのオファーを待っていると報じられたが、NPBには獲得球団はなかった。またMLBの複数球団から獲得の意思表示があったが、家族の反対を受けてMLB移籍は断念し、韓国球界に復帰することとなった。同年6月20日に離日し、韓国に帰国した。

### 起亜時代

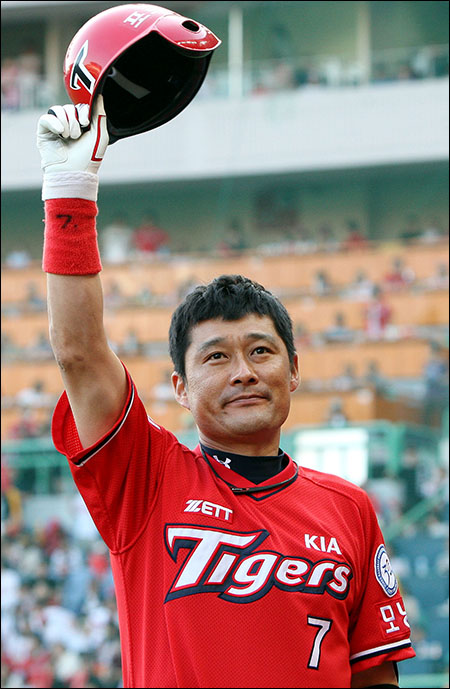
起亜タイガース時代

その後帰国し、ヘテ・タイガースを買収した起亜タイガースに復帰した。
ポジションはヘテ時代の遊撃手ではなく、日本での経験を生かし外野へ転向し、主力として活躍した。2004年には7年ぶり4回目の盗塁王のタイトルを獲得。
2006年、WBC韓国代表に選出されて主将を務め、大会での活躍が認められ外野のベストナインに選ばれた。しかし、シーズン中は考えられない大不振に陥ってしまい、二軍落ちも経験してしまう。結局この年は打率.242、本塁打1本、打点21と打撃三部門だけでなく、盗塁（10）・長打率・出塁率などが、入団以来最低の記録となった。
2007年は、シーズン当初は2番だったが、調子が上がらず打率も1割台に低迷して9番に降格となった。5月17日の現代ユニコーンズ戦で実に1年ぶりの本塁打を放った。しかし調子は一向に上がらず、このシーズンを84試合、打率.174、1本塁打、18打点、3盗塁と、前年の成績を更に下回り、いよいよ引退かと囁かれた。
2008年の契約を、前年から60%もの大幅ダウンとなる2億ウォンで結んだ。同年5月の月間MVPを獲得。計110試合に出場し復活をアピールしたが、オフには引退し指導者への転身を球団から勧められた。
2009年も前年と現状維持の年俸2億ウォンで契約を結んだ。
2009年は123試合に出場し、12年ぶりの公式戦、韓国シリーズ優勝を飾ったチームの快進撃に貢献し、韓国プロ野球史上2人目の通算500盗塁を達成した。起亜が優勝を決めた韓国シリーズ第7戦では、試合後に選手達から胴上げされた。
2010年、日韓通算2000安打を達成した。
2011年からは韓国プロ野球界最年長選手となった。
2012年は海外春季キャンプも順調に消化し、示範競技（日本で言うところのオープン戦に相当）にも出場していたが、宣銅烈監督など首脳陣は開幕一軍から外れ、二軍でプレイングコーチに就任することを提案した。しかしこれを拒否し、公式戦開幕の1週間前の3月31日、突如現役引退を発表した。起亜入団後引退までつけていた背番号7は、宣銅烈に次いで球団史上2人目となる永久欠番となった。4月5日、起亜からの指導者研修の提案を断り、引退後は当面の間解説者など目立った活動をしないことを公式記者会見の場で明らかにした。2012年5月26日、起亜の本拠地・光州無等総合競技場野球場で引退セレモニーが行われた。すでに引退の手続きを取っていたため試合には出場しなかったが、この日すべての起亜の選手が背番号7の李鍾範の名前が書かれたユニフォームを着用した。

### 現役引退後
2012年10月10日、ヘテ時代の監督だった金應龍が新監督に就任したこともあり、ハンファ・イーグルスの走塁コーチに就任した。
2014年10月、金應龍監督の退任によりハンファを退団。
2015年より韓国のスポーツ専門チャンネルで野球解説者として活動する。
2017年第1回アジアプロ野球チャンピオンシップ、2018年アジア競技大会で野球韓国代表の外野兼走塁コーチに就任。
2019年、LGツインズの二軍統括コーチに就任。
2020年、2月28日から古巣である中日ドラゴンズでコーチ研修を受けるため来日。9月18日にコーチ研修を終えて帰国した。
2021年、LGツインズの一軍作戦コーチに復帰、2022年は二軍監督、2023年は一軍走塁コーチに配置転換。同年限りで退団した。
2025年、KTウィズのコーチとなる。しかし、6月27日に芸能番組出演を優先する為としてコーチを辞任し退団した。

## 人物
ヘテ時代の先輩である宣銅烈を慕って中日ドラゴンズへ移籍。同時期に在籍した韓国人左腕・サムソン・リーと共に韓国三銃士とも呼ばれた。宣銅烈もそうであったように、将来は日本で指導者の勉強がしたいとも語っている。
「李鐘範」と名前を誤記されることが多いが、正しくは金偏に重の「李鍾範」である。通常NHKでは朝鮮名に対し漢字表記はしないため、NHKでは「リー」とカタカナ表記だったのに対して、民放各局では「李」と漢字表記だった。
起亜での応援歌の原曲は、アントニン・ドヴォルザークの「新世界より」。
息子の李政厚（イ・ジョンフ）は中日在籍時の1998年8月20日に名古屋市内で誕生し、徽文高等学校野球部で内野手として活躍後、2016年7月、韓国プロ野球新人ドラフト一次指名でネクセン・ヒーローズから指名を受け、2017年からネクセンに所属し、同年高卒新人ながらレギュラーシーズン全144試合に外野手として出場、最優秀新人（新人王）を受賞した。
日常生活では左利きで鉛筆や箸を左手で持つが、幼い頃に左利き用のグラブが身の回りになかったため野球選手としては右投げ右打ちとなった。息子の政厚は父とは逆に右利きだが、左打ちの優位性を知る鍾範からの助言によって左打ちで野球を始めた。
2018年アジア競技大会野球韓国代表のコーチを務めた際は、李政厚も韓国代表に選ばれた。韓国代表はこの大会で優勝したため、自身の2002年アジア競技大会に続いて親子での金メダル受賞となった。さらに2021年と2022年、李政厚は、首位打者のタイトルも獲得したため、KBO史上初めて父子での首位打者となり、2022年にはKBO史上初めて父子でシーズンMVP（最優秀選手）を受賞した。李政厚は2024年よりMLBサンフランシスコ・ジャイアンツへ移籍する。
娘婿は高佑錫である。

## 詳細情報

### 年度別打撃成績
| 年 度     | 球 団     | 試 合 | 打 席 | 打 数 | 得 点 | 安 打 | 二 塁 打 | 三 塁 打 | 本 塁 打 | 塁 打 | 打 点 | 盗 塁 | 盗 塁 死 | 犠 打 | 犠 飛 | 四 球 | 敬 遠 | 死 球 | 三 振 | 併 殺 打 | 打 率 | 出 塁 率 | 長 打 率 | O P S |
| --------- | --------- | ----- | ----- | ----- | ----- | ----- | -------- | -------- | -------- | ----- | ----- | ----- | -------- | ----- | ----- | ----- | ----- | ----- | ----- | -------- | ----- | -------- | -------- | ----- |
| 1993      | ヘテ      | 126   | 525   | 475   | 85    | 133   | 16       | 4        | 16       | 205   | 53    | 73    | 19       | 8     | 4     | 32    | 2     | 6     | 35    | 11       | .280  | .331     | .432     | .762  |
| 1994      | ヘテ      | 124   | 561   | 499   | 113   | 196   | 27       | 5        | 19       | 290   | 77    | 84    | 15       | 1     | 4     | 51    | 14    | 6     | 31    | 2        | .393  | .452     | .581     | 1.033 |
| 1995      | ヘテ      | 63    | 272   | 239   | 41    | 78    | 10       | 2        | 16       | 140   | 35    | 32    | 3        | 0     | 3     | 28    | 4     | 2     | 20    | 5        | .326  | .397     | .586     | .983  |
| 1996      | ヘテ      | 113   | 525   | 449   | 94    | 149   | 28       | 1        | 25       | 254   | 76    | 57    | 12       | 0     | 2     | 67    | 15    | 7     | 39    | 4        | .332  | .425     | .566     | .990  |
| 1997      | ヘテ      | 125   | 577   | 484   | 112   | 157   | 28       | 3        | 30       | 281   | 74    | 64    | 15       | 0     | 3     | 87    | 30    | 3     | 49    | 9        | .324  | .428     | .581     | 1.009 |
| 1998      | 中日      | 67    | 290   | 244   | 38    | 69    | 11       | 3        | 10       | 116   | 29    | 18    | 8        | 3     | 1     | 36    | 2     | 6     | 33    | 4        | .283  | .387     | .475     | .862  |
| 1999      | 中日      | 123   | 484   | 424   | 76    | 101   | 20       | 5        | 9        | 158   | 33    | 24    | 7        | 13    | 2     | 38    | 1     | 7     | 62    | 6        | .238  | .310     | .373     | .683  |
| 2000      | 中日      | 113   | 465   | 414   | 58    | 114   | 26       | 2        | 8        | 168   | 37    | 11    | 8        | 13    | 2     | 28    | 0     | 8     | 70    | 6        | .275  | .332     | .406     | .738  |
| 2001      | 中日      | 8     | 13    | 13    | 2     | 2     | 1        | 0        | 0        | 3     | 0     | 0     | 0        | 0     | 0     | 0     | 0     | 0     | 4     | 0        | .154  | .154     | .231     | .385  |
| 2001      | 起亜      | 45    | 214   | 188   | 45    | 64    | 14       | 1        | 11       | 113   | 37    | 7     | 5        | 2     | 3     | 20    | 0     | 1     | 16    | 5        | .340  | .401     | .601     | 1.002 |
| 2002      | 起亜      | 123   | 546   | 485   | 93    | 142   | 25       | 2        | 18       | 225   | 59    | 35    | 5        | 4     | 1     | 43    | 5     | 13    | 63    | 7        | .293  | .365     | .464     | .829  |
| 2003      | 起亜      | 132   | 595   | 524   | 110   | 165   | 43       | 1        | 20       | 270   | 61    | 50    | 10       | 1     | 4     | 59    | 5     | 7     | 58    | 8        | .315  | .389     | .515     | .904  |
| 2004      | 起亜      | 133   | 577   | 493   | 100   | 128   | 29       | 0        | 17       | 208   | 52    | 42    | 7        | 12    | 2     | 53    | 1     | 17    | 50    | 9        | .260  | .350     | .422     | .772  |
| 2005      | 起亜      | 118   | 495   | 430   | 69    | 134   | 25       | 2        | 6        | 181   | 36    | 28    | 5        | 7     | 0     | 47    | 2     | 11    | 49    | 8        | .312  | .393     | .421     | .814  |
| 2006      | 起亜      | 93    | 379   | 339   | 41    | 82    | 18       | 1        | 1        | 105   | 21    | 10    | 7        | 11    | 0     | 24    | 2     | 5     | 43    | 3        | .242  | .302     | .310     | .611  |
| 2007      | 起亜      | 84    | 282   | 253   | 23    | 44    | 6        | 0        | 1        | 53    | 18    | 3     | 2        | 10    | 4     | 13    | 0     | 2     | 25    | 6        | .174  | .217     | .209     | .426  |
| 2008      | 起亜      | 110   | 362   | 317   | 38    | 90    | 19       | 4        | 1        | 120   | 38    | 9     | 3        | 9     | 3     | 32    | 0     | 1     | 26    | 11       | .284  | .348     | .379     | .727  |
| 2009      | 起亜      | 123   | 449   | 385   | 63    | 105   | 21       | 1        | 6        | 146   | 40    | 11    | 1        | 12    | 6     | 41    | 1     | 5     | 50    | 9        | .273  | .346     | .379     | .725  |
| 2010      | 起亜      | 97    | 289   | 265   | 36    | 65    | 16       | 1        | 4        | 95    | 29    | 2     | 2        | 6     | 0     | 15    | 0     | 3     | 33    | 5        | .245  | .293     | .379     | .619  |
| 2011      | 起亜      | 97    | 273   | 235   | 27    | 65    | 15       | 1        | 3        | 91    | 24    | 3     | 2        | 12    | 3     | 22    | 1     | 1     | 35    | 6        | .277  | .337     | .387     | .724  |
| KBO：16年 | KBO：16年 | 1706  | 6921  | 6060  | 1100  | 1797  | 340      | 29       | 194      | 2777  | 730   | 510   | 113      | 95    | 42    | 634   | 82    | 90    | 622   | 108      | .297  | .372     | .458     | .830  |
| NPB：4年  | NPB：4年  | 311   | 1252  | 1095  | 174   | 286   | 58       | 10       | 27       | 445   | 99    | 53    | 23       | 29    | 5     | 102   | 3     | 21    | 169   | 16       | .261  | .334     | .406     | .741  |

- 2011年度シーズン終了時
- 各年度の太字はリーグ最高、赤太字はKBOにおける歴代最高
- ヘテ（ヘテ・タイガース）は、2001年途中に起亜（起亜タイガース）に球団名を変更

### タイトル
KBO
- 首位打者：1回（1994年）
- 盗塁王（朝鮮語版）：4回（1994年、1996年、1997年、2004年）
- 最多安打（朝鮮語版）：1回 （1994年）
- 最高出塁率：1回（1994年）

### 表彰
KBO
- MVP：1回（1994年）

起亜タイガースの永久欠番である李鍾範の背番号7

- 韓国シリーズMVP：2回（1993年、1997年）
- ゴールデングラブ賞：6回（1993年、1994年、1996年、1997年、2002年、2003年）
- KBOオールスターゲームMVP：1回（2003年）
- 起亜タイガース 永久欠番（背番号7。2012年に制定）

### 記録
NPB
- 初出場・初先発出場：1998年4月3日、対広島東洋カープ1回戦（広島市民球場）、1番・遊撃手として先発出場
- 初安打：1998年4月4日、対広島東洋カープ2回戦（広島市民球場）、1回表にネイサン・ミンチーから右中間へエンタイトル二塁打
- 初打点：1998年4月5日、対広島東洋カープ3回戦（広島市民球場）、8回表に小林幹英から右前決勝適時打
- 初盗塁：1998年4月7日、対阪神タイガース1回戦（ナゴヤドーム）、1回裏に二盗（投手：竹内昌也、捕手：山田勝彦）
- 初本塁打：1998年4月8日、対阪神タイガース2回戦（ナゴヤドーム）、7回裏に山岡洋之から左越2ラン

### 背番号
- 7（1993年 - 1997年、1999年7月 - 2012年）
- 8（1998年 - 1999年7月）[15]
- 73（2013年 - 2014年、2025年）
- 77（2017年 - 2019年、2021年 - 2023年）
- 79（2020年2月28日 - 同年9月18日）

## 関連情報

### 歌
- 『Two&One』（ヤン・スギョン、宣銅烈と共演）[16]